# Аурика (суперконтинент)
Аурика (англ. Aurica) — гипотетический суперконтинент, в который, возможно, сольются все континенты четвертичного периода примерно через 200 миллионов лет. Гипотеза Аурики была предложена учёными из Geological Magazine.
Гипотеза Аурики является одной из четырёх гипотез о новых суперконтинентах в будущем, остальные три — Амазия, Новопангея и Пангея Ультима.

## Формирование суперконтинента
Согласно гипотезе Аурики, Евразийский континент разломается на две части вдоль Байкальской рифтовой зоны из-за гравитационного коллапса Тибетского нагорья. После этого южные континенты Австралия и Антарктида в ходе движения столкнутся с Корейским полуостровом, Японскими островами, Индонезией, Перу, Мексикой, западной частью Северной Америки и Филиппинами, тем самым закрыв Тихий океан, в то время как Португалия и Марокко столкнутся с восточной частью Соединенных Штатов между Флоридой и штатом Мэн, в то время как Ирландия и Британия сольются с Канадой (близко к их относительным позициям, когда они были частью Пангеи), с другой стороны, тем самым закрыв Атлантику, в результате чего Куба и Бразилия будут объединены с Нигерией и Южной Африкой. Индийский и Южный океаны сольются в новый суперокеан, окружающий образовавшийся суперконтинент.

## Альтернативные сценарии
Палеогеолог Рональд Блейки считал, что тектонические плиты двигаются достаточно предсказуемо, и в следующие 15-85 миллионов лет не ожидается образования суперконтинента.